# سنجاب پیترز
سنجاب پیترز (نام علمی: Sciurus oculatus) نام یک گونه از سرده سنجاب است.